# 270-я стрелковая дивизия (2-го формирования)
270-я стрелковая дивизия (270 сд) — воинское формирование (соединение, стрелковая дивизия) РККА в Великой Отечественной войне.
Дивизия участвовала в боевых действиях:
- 10.10.1942-01.08.1943
- 10.08.1943-14.02.1944
- 12.06.1944-09.05.1945

Сокращённое наименование — 270 сд (в/ч пп 74068)

## История
В августе — октябре 1942 года в районе села Аношкино в Лискинского района Воронежской области на базе 53-го укрепрайона в составе 6-й армии Воронежского фронта была сформирована 270-я стрелковая дивизия второго формирования, а полковник А. Г. Дашкевич назначен её командиром.
В конце октября 973-й стрелковый и 810-й артиллерийский полки дивизии заняли оборону в районе Осиновка на левом берегу реки Дон (в 35 км южнее Воронежа), имея задачу обеспечить стык 6-й и 40-й армий. С завершением формирования с 18 ноября дивизия вошла в 18-й стрелковый корпус и вновь заняла оборону на левом берегу реки Дон.
С февраля 1943 года в составе 69-й армии Воронежского фронта дивизия ведёт наступление на Полтаву. В начале марта она встретила сильные контратаки противника и перешли к обороне. В ходе Харьковской оборонительной операции дивизия, ведя бои в полуокружении и окружении, отходила на Богодухов, прикрывая отход основных сил 69-й армии. Оставив город Богодухов, она затем в течение трех суток обороняла город Золочев. Оставив его по приказу командарма, её части заняли оборону в районе станции Микояновка. В конце марта 1943 года дивизия была выведена в резерв Ставки ВГК.
С 6 июля она была передана 7-й гвардейской армии и в составе войск Воронежского и Степного (с 18 июля) фронтов участвовала в Курской битве, в боях на подступах к городу Белгород. 27 июля дивизия была выведена в резерв Ставки ВГК и переброшена на Калининский фронт в район станции Нелидово.
С 1 сентября она вошла в 43-ю армию и участвовала в Смоленской, Духовщино-Демидовской наступательных операциях. За овладение городом Демидов ей было присвоено наименование «Демидовская» (22.09.1943). В октябре — ноябре 1943 года части дивизии вели бои северо-восточнее Витебска.
С 14 февраля дивизия была выведена в резерв Ставки ВГК, затем в начале июня была передислоцирована в район станции Ново-Хованск (южнее Невеля). С 12 июня она вошла в состав 6-й гвардейской армии 1-го Прибалтийского фронта и участвовала в Белорусской, Витебско-Оршанской и Полоцкой наступательных операциях. За освобождение города Полоцк 270-я стрелковая дивизия была награждена орденом Красного Знамени (23.07.1944). Продолжая наступление, её части вели бои по освобождению территории Латвии. В течение июля — ноября они участвовали в Режицко-Двинской, Шяуляйской, Прибалтийской, Рижской и Мемельской наступательных операциях.
С декабря 1944 по март 1945 года дивизия в составе 6-й и 10-й (с 12 февраля 1945 г.) гвардейских армий 1-го и 2-го Прибалтийских фронтов находилась в обороне.
С 1 апреля 1945 года она входила в 6-ю гвардейскую, а с 17 апреля — в 4-ю ударную армии Курляндской группы войск Ленинградского фронта и до конца войны обороняла полосу обороны в районе юго-восточнее Либавы.
После окончания Великой Отечественной войны дивизия в составе 84-го стрелкового корпуса убыла на территорию ЮУВО в город Бузулук (п. Тоцкое).
С 1946 года дивизия была свёрнута в 41-ю отдельную стрелковую Демидовскую Краснознаменную бригаду. С октября 1953 года бригада вновь получила статус дивизии, став 44-й стрелковой Демидовской Краснознаменной дивизией. С 4 июня 1957 года 44-я сд получила статус мотострелковой дивизии, став 44-й мотострелковой Демидовской Краснознаменной дивизией (Уральск, Уральская область). В январе 1958 года после расформирования ЮУВО, 44-я мсд была включена в ТуркВО.
1 марта 1959 года 44-я мотострелковая Демидовская Краснознаменная дивизия была расформирована.

## Полное название
270-я стрелковая Витебская Краснознаменная ордена Суворова дивизия

## Состав и награды
- 973-й стрелковый Краснознамённый полк

 (31 октября 1944 года — за бои при прорыве обороны противника северо-западнее и юго-западнее Шяуляй)
- 975-й стрелковый ордена Суворова полк

 (31 октября 1944 года — за бои при прорыве обороны противника северо-западнее и юго-западнее Шяуляй)
- 977-й стрелковый ордена Кутузова полк

 (31 октября 1944 года — за бои при прорыве обороны противника северо-западнее и юго-западнее Шяуляй)
- 810-й артиллерийский полк
- 325-й отдельный истребительно-противотанковый дивизион (ранее 321-й)
- 344-я разведывательная рота
- 549-й отдельный сапёрный батальон
- 629-й отдельный батальон связи (309-я отдельная рота связи)
- 332-й медико-санитарный батальон
- 294-я отдельная рота химзащиты
- 411-я автотранспортная рота
- 71-я полевая хлебопекарня (ранее 57-я)
- 303-й дивизионный ветеринарный лазарет (ранее 152-й)
- 2178-я полевая почтовая станция (ранее 2168-я)
- 637-я полевая касса Госбанка

## Подчинение
| Дата            | Фронт                                          | Армия                  | Корпус                             | Примечания |
| --------------- | ---------------------------------------------- | ---------------------- | ---------------------------------- | ---------- |
| 01.08.1942 года | Сталинградский военный округ                   |                        |                                    |            |
| 01.09.1942 года | Сталинградский военный округ                   |                        |                                    | -          |
| 01.10.1942 года | Воронежский фронт                              | 6-я армия              |                                    | -          |
| 01.11.1942 года | Воронежский фронт                              | 6-я армия              |                                    | -          |
| 01.12.1942 года | Воронежский фронт                              | 6-я армия              |                                    | -          |
| 01.01.1943 года | Воронежский фронт                              |                        | 18-й стрелковый корпус             | -          |
| 01.02.1943 года | Воронежский фронт                              |                        | 18-й стрелковый корпус             | -          |
| 01.03.1943 года | Воронежский фронт                              | 69-я армия             |                                    |            |
| 01.04.1943 года | Воронежский фронт                              | 69-я армия             |                                    |            |
| 01.05.1943 года | Воронежский фронт                              | 69-я армия             |                                    |            |
| 01.06.1943 года | Воронежский фронт                              | 69-я армия             |                                    |            |
| 01.07.1943 года | Воронежский фронт                              | 69-я армия             | -                                  | -          |
| 01.08.1943 года | Резерв Ставки ВГК                              |                        |                                    | -          |
| 01.09.1943 года | Калининский фронт                              | 43-я армия             |                                    | -          |
| 01.10.1943 года | Калининский фронт                              | 43-я армия             | 91-й стрелковый корпус             | -          |
| 01.11.1943 года | 1-й Прибалтийский фронт                        | 43-я армия             | 91-й стрелковый корпус             | -          |
| 01.12.1943 года | 1-й Прибалтийский фронт                        | 43-я армия             | 91-й стрелковый корпус             | -          |
| 01.01.1944 года | 1-й Прибалтийский фронт                        | 43-я армия             | 91-й стрелковый корпус             | -          |
| 01.02.1944 года | 1-й Прибалтийский фронт                        | 43-я армия             | 92-й стрелковый корпус             | -          |
| 01.03.1944 года | Резерв Ставки ВГК                              | 21-я армия             | 103-й стрелковый корпус            | -          |
| 01.04.1944 года | Резерв Ставки ВГК                              | 21-я армия             | 103-й стрелковый корпус            | -          |
| 01.05.1944 года | Резерв Ставки ВГК                              |                        | 103-й стрелковый корпус            | -          |
| 01.06.1944 года | Резерв Ставки ВГК                              |                        | 103-й стрелковый корпус            | -          |
| 01.07.1944 года | 1-й Прибалтийский фронт                        | 6-я гвардейская армия  | 103-й стрелковый корпус            | -          |
| 01.08.1944 года | 1-й Прибалтийский фронт                        | 6-я гвардейская армия  | 103-й стрелковый корпус            | -          |
| 01.09.1944 года | 1-й Прибалтийский фронт                        | 6-я гвардейская армия  | 103-й стрелковый корпус            | -          |
| 01.10.1944 года | 1-й Прибалтийский фронт                        | 6-я гвардейская армия  | 103-й стрелковый корпус            | -          |
| 01.11.1944 года | 1-й Прибалтийский фронт                        | 6-я гвардейская армия  | 103-й стрелковый корпус            | -          |
| 01.12.1944 года | 1-й Прибалтийский фронт                        | 6-я гвардейская армия  | 103-й стрелковый корпус            | -          |
| 01.01.1945 года | 1-й Прибалтийский фронт                        | 6-я гвардейская армия  |                                    | -          |
| 01.02.1945 года | 1-й Прибалтийский фронт                        | 6-я гвардейская армия  | 23-й гвардейский стрелковый корпус | -          |
| 01.03.1945 года | 2-й Прибалтийский фронт                        | 10-я гвардейская армия | 22-й гвардейский стрелковый корпус |            |
| 01.04.1945 года | Ленинградский фронт (Курляндская группа войск) | 6-я гвардейская армия  | 84-й стрелковый корпус             |            |
| 01.05.1945 года | Ленинградский фронт (Курляндская группа войск) | 4-я ударная армия      | 84-й стрелковый корпус             |            |

## Командование

### Командиры
- Дашкевич, Адам Григорьевич (11.10.1942 — 19.12.1942), полковник
- Полятков, Николай Дмитриевич (20.12.1942 — 20.02.1943), подполковник, с 14.02.1943 полковник;
- Беляев, Иван Петрович (26.02.1943 — 28.10.1943), полковник
- Егошин, Тихон Фёдорович (29.10.1943 — 28.11.1943), полковник
- Беляев, Иван Петрович (29.11.1943 — 31.05.1945), полковник, с 03.06.1944 генерал-майор.
- Дударенко, Михаил Лаврентьевич (??.11.1953 — ??.05.1955), полковник, с 1954 генерал-майор.

### Заместители командира
- Тимофеев, Николай Сергеевич (??.10.1942 — ??.12.1942), полковник
- Рутько, Виктор Иванович (??.01.1943 — 19.03.1943), подполковник

## Награды и наименования
| Награда (наименование)              | Дата                                                          | За что награждена |
| ----------------------------------- | ------------------------------------------------------------- | --- |
| Почётное наименование «Демидовская» | Приказ Верховного Главнокомандующего от 22 сентября 1943 года | В ознаменование одержанной победы и отличие в боях при освобождении города Демидов                                                                 |
| Орден Красного Знамени              | 23 июля 1944 года                                             | За успешное выполнение заданий командования в боях с немецкими захватчиками при овладении городом Полоцк, проявленные при этом доблесть и мужество |

Личному составу 270-й стрелковой Демидовской Краснознамённой дивизии было объявлено три благодарности в приказах Верховного Главнокомандующего:
- За овладение штурмом одним из мощных узлов обороны немцев городом Демидов. 22 сентября 1943 года. № 21.
- За овладение штурмом городом и важным железнодорожным узлом Полоцк — мощным укрепленным районом обороны немцев, прикрывающим направление на Двинск. 4 июля 1944 года. № 129.
- За овладение важными опорными пунктами обороны немцев Телыпай, Плунгяны, Мажейкяй, Тришкяй, Тиркшляй, Седа, Ворни, Кельмы, а также захват более 2000 других населенных пунктов. 8 октября 1944 года. № 193.

## Отличившиеся воины дивизии
| Награда | Ф. И. О.                             | Должность                                                         | Звание            | Дата награждения                 | Примечания |
| ------- | ------------------------------------ | ----------------------------------------------------------------- | ----------------- | -------------------------------- | --- |
|         | Березин, Иван Николаевич             | стрелок 975-го стрелкового полка                                  | Красноармеец      | 24.03.1945                       | |
|         | Береснев, Григорий Ефимович          | стрелок 975-го стрелкового полка                                  | Красноармеец      | 24.03.1945                       | |
|         | Гуревич, Михаил Львович              | командир взвода 45-миллиметровых пушек 973-го стрелкового полка   | Младший лейтенант | 04.06.1944                       | |
|         | Зверев, Анатолий Михайлович          | стрелок 973-го стрелкового полка                                  | Младший сержант   | 24.03.1945                       | |
|         | Крепцов-Зайченко, Николай Васильевич | командир взвода пешей разведки 977-го стрелкового полка           | Лейтенант         | 24.03.1945                       | |
|         | Митрофанов, Николай Иванович         | командир взвода 977-го стрелкового полка                          | Лейтенант         | 24.03.1945                       | |
|         | Сурков, Василий Иванович             | автоматчик 975-го стрелкового полка                               | Красноармеец      | 24.03.1945                       | В районе деревни Тарасово (Духовщинский район Смоленской области) 13 сентября 1943 года в критический момент боя бросился к ведущему огонь пулемёту противника и закрыл его своим телом. Ценою жизни способствовал выполнению боевой задачи ротой. |
|         | Угрюмов, Спартак Васильевич          | командир стрелкового взвода 973-го стрелкового полка              | Лейтенант         | 24.03.1945                       | |
|         | Юркин, Борис Иванович                | командир отделения 975-го стрелкового полка                       | Сержант           | 24.03.1945                       | |
|         | Ермаков, Александр Алексеевич        | помощник командира взвода 344-й отдельной разведывательной роты   | Старший сержант   | 01.04.1944 15.09.1944 24.03.1945 | |
|         | Иванов, Иван Фёдорович               | командир минометного отделения 975-го стрелкового полка           | Старший сержант   | 31.08.1944 19.10.1944 24.03.1945 | |
|         | Илютович, Семён Иванович             | командир отделения взвода пешей разведки 801-го стрелкового полка | Сержант           | 07.07.1944 24.08.1944 24.03.1945 | |
|         | Кулиев, Вели Алиевич                 | помощник командира стрелкового взвода 973-го стрелкового полка    |                   | 31.07.1944 30.09.1944 24.03.1945 | |
|         | Никулин, Геннадий Михайлович         | помощник командира взвода пешей разведки 975-го стрелкового полка | Старший сержант   | 30.06.1944 30.09.1944 24.03.1945 | |
|         | Стрижков, Михаил Фёдорович           | разведчик взвода пешей разведки 977-го стрелкового полка          | Красноармеец      | 12.07.1944 15.09.1944 24.03.1945 | |
|         | Титов, Иван Фёдорович                | помощник командира стрелкового взвода 977-го стрелкового полка    | Младший сержант   | 10.07.1944 15.09.1944 24.03.1945 | |
|         | Чичик, Антон Григорьевич             | разведчик 344-й отдельной разведывательной роты                   | Сержант           | 25.02.1944 15.09.1944 24.03.1945 | |

## В дивизии служили
- Калинин, Константин Михайлович
- Ражев, Константин Иванович
- Сорокин, Алексей Иванович
- Гаретнин, Николай Иванович